# Jiegu
Jiegu (chinesisch 羯鼓, Pinyin jiégǔ, aus jie und gu, „Trommel“) ist eine historische, in China während der Tang-Zeit beliebte Sanduhrtrommel. Sie wurde mit zwei hölzernen Schlägeln gespielt.
Nach dem Jiu Tangshu soll sie in Zentralasien im Gebiet von Kuqa (Qiuci), Shule, Kocho (Gaochang) und Tianzhu (天竺) in der Zeit der Sui- und Tang-Dynastien in der Yanyue 燕乐-Musik verwendet worden sein und war später in der chinesischen Oberschicht populär (vgl. Grab des Wang Chuzhi). Tang-Kaiser Xuanzong (reg. 712–756) soll ein versierter Spieler gewesen sein.
Eine von der jiegu abstammende koreanische Trommel heißt galgo, die Fasstrommel kakko in Japan wird in der Gagaku-Musik verwendet.